# Sokólski
Sokólski là một huyện thuộc tỉnh Podlaskie của Ba Lan. Huyện có diện tích 2055 km². Đến ngày 1 tháng 1 năm 2011, dân số của huyện là 70062 người và mật độ 34 người/km².